# Hovsta
Hovsta – miejscowość (tätort) w Szwecji, w regionie administracyjnym (län) Örebro, w gminie Örebro.
Według danych Szwedzkiego Urzędu Statystycznego liczba ludności wyniosła: 2831 (31 grudnia 2015), 2786 (31 grudnia 2018) i 2771 (31 grudnia 2019).